# Manganat
Manganat je jon , i manganat je svako jedinjenje koje sadrži  grupu. Soli, kao što je kalijum manganat, su konjugovane baze hipotetične manganske kiseline, . Manganatne soli su intermedijari u industrijskoj sintezi kalijum permanganata. Ponekad se imena soli permanganata i manganata greškom poistovete. Ove dve grupe supstanci imaju različite osobine.

## Struktura
je tetraedarska struktura koja je srodna sa drugim tetraedarskim oksidima kao što su permanganat i osmijum tetroksid. Sali jona , , i  su obično izostrukturne ili približno tome, što znači da one mogu da formiraju mešavine, i da imaju sličnu rastvorljivost. Za razliku od sulfata i hromata, međutim,  je paramagnetičan.

## Sinteza
Manganatni jon je stabilan u vodi samo u jako baznim uslovima. Konsekventno, soli se formiraju sa elektropozitivnim metalima, kao što su , i  koji ne formiraju nerastvorne hidrokside. Manganati se mogu pripremiti oksidacijom  ili redukcijom permanganata.  je nedovoljno oksidirajući da dalje konvertuje Mn(VI) u Mn(VII). Mn(VI)/Mn(VII) oksidacija se izvodi koristeći jake oksidante kao što su O3 ili 2.

## Reakcije
je konjugovana baza hipotetične manganske kiseline, , koja je suviše nestabilna da bi se izolovala. Polu-deprotonizirana kiselina je, međutim, bila ispitana. a vrednost jona  je bila ustanovljena da je 7.1.  je oko 100 puta bazniji nego acetatni jon. Na nižim pH vrednostima, manganatni jon se disproporcioniše i permanganati ion i mangan dioksid:
Višebojna priroda ove reakcije je uzrokovala da se manganat/permanganat par naziva "hemijski kameleon." Ova disproporciona reakcija, koja postaje brza kad je [−
] < 1M, sledi bimolekulsku kinetiku.

## Permanganat, manganat, hipomanganit, i manganit
Gornja reakcija ilustruje blisku hemijsku srodnost između dva glavna rastvorna oksida mangana, permanganat i manganat. Dva druga, manje rasprostranjena člana serije su takođe poznata, vidi tabelu ispod. Hipomanganat, , je plavo-obojeni jon Mn(V) koji se formira kad se  tretira sa manganitom  na pH>12. On je bio generisan tretmanom  u 10M  sa .   je 13.7, što indicira da rastvori hipomanganata sadrže značajne količine protonisane forme čak i u visokim pH uslovima. Oksidacije alkena permanganatom su predložene da se odvijaju putem posredovanja "estara" hipomanganata, drugim rečima putem intermedijara tipa  gde je R alkilna grupa. Smeđe-obojeni manganitni jon, Mn(IV), nastaje rastvaranjem anhidrida njegove kiseline  u jakim alkalijama. Alternativno,  može biti generisan  redukcijom.
| Ime          | Formula | Mn oksidaciono stanje | Boja rastvora | Komentar                                 |
| ------------ | ------- | --------------------- | ------------- | ---------------------------------------- |
| Permanganat  |         |                       | ljubičast     | dijamagnetičan, jak oksidant, mnoge soli |
| Manganat     |         | VI                    | zelen         | paramagnetičan, jak oksidant, mnoge soli |
| Hipomanganit |         |                       | plav          | paramagnetičan, retko se javlja, bazan   |
| Manganit     |         |                       | smeđ          | paramagnetičan, retko se javlja, bazan   |

## Upotreba
i  se koriste za oksidaciju primarnih i sekundarnih alkohola. Primarni alkoholi se oksidišu u aldehide, a zatim u karboksilne kiseline. Sekundari alkoholi se oksidišu u ketone. Tercijarni alkoholi ne mogu biti oksidisani na ovaj način. Njihova upotreba je slična upotrebi Jonesovog reagensa.

## Literatura
1. ^ Nyholm R.S.; Woolliams P.R. (1986). „"Manganates(VI)"”. Inorganic Syntheses. XI: 56—61.
2. ^ Lee D.G. Chen T. (1993). „Reduction of Manganate(VI) by Mandelic Acid and Its Significance to Development of a General Mechanism for Oxidation of Organic Compounds by High-Valent Transition Metal Oxides”. Journal of the American Chemical Society. 115: 11231—11236. doi:10.1021/ja00077a023.
3. ^ Rush J.D. Bielski B.H. (1995). „Studies of Manganate(V), -(VI), and -(VII) Tetraoxyanions by Pulse Radiolysis. Optical Spectra of Protonated Forms”. Inorg. Chem. 34: 5832—8. doi:10.1021/ic00127a022.

## Dodatna literatura
- ^  G. Procter, S. V. Ley, G. H. Castle “Barium Manganate” (2004).  L. Paquette, ур. Encyclopedia of Reagents for Organic Synthesis. New York: J. Wiley & Sons. doi:10.1002/047084289.
- ^  Holleman, A. F.; Wiberg, E. (2001). Inorganic Chemistry. San Diego: Academic Press. ISBN 978-0-12-352651-9.

## Spoljašnje veze
- Jedinjenja mangana